# 内部正則測度
数学の分野における内部正則測度（ないぶせいそくそくど、英: inner regular measure）とは、ある集合に対する測度が、その集合のコンパクトな部分集合によって内部から近似されるようなもののことを言う。

## 定義
(X, T) をハウスドルフ位相空間とし、Σ を、位相 T を含む X 上のσ-代数とする（したがって、すべての開集合は可測集合であり、Σ は少なくとも X 上のボレルσ-代数と同程度の良い性質を備えている）。このとき、可測空間 (X, Σ) 上の測度 μ が内部正則であるとは、
{\displaystyle \mu (A)=\sup\{\mu (K)|{\mbox{compact }}K\subseteq A\}}
が Σ に含まれる任意の集合 A に対して成立することを言う。
この性質はしばしば、「コンパクト集合による内部からの近似」と表現される。
人によっては、緊密（tight）という語を内部正則の同意語として用いることもある。測度 μ が内部正則であるための必要十分条件は、すべての ε > 0 に対して X のあるコンパクト部分集合 K が存在し μ(X \ K) < ε が成立することであるため、このような語の用法は、測度の族の緊密性と密接に関係している。そのような条件はまさしく測度の一元集合の類 {μ} が緊密であるための条件である。